# 渚のラブレター
「渚のラブレター」（なぎさのラブレター）は、日本の歌手である沢田研二の33枚目のシングルである。
1981年5月1日にポリドール・レコードより発売された。
沢田にとっては、「TOKIO」以来のオリコンでのベスト10入りのシングルとなった。

## 解説
- 当初は「バイバイジェラシー」がＡ面候補だった[要出典]。
- 「渚のラブレター」は「マックスファクター'81」夏のキャンペーン・ソングであった。そのため、資生堂がスポンサーとして名を連ねていたフジテレビの「夜のヒットスタジオ」では同作を歌うことが出来ず、代替措置としてB面の「バイバイジェラシー」を"新曲"として披露した。
- エキゾティクス結成後、最初のシングル曲だが、当初はバンド名が決まっていなかったため、テレビ番組出演時は”渚のラブレターバンド”とクレジットしていた。なお、「夜のヒットスタジオ」では上述の理由から”バイバイジェラシーバンド”とクレジットしていた。
- レコーディングメンバーは前バンドのオールウェイズから残った吉田建、柴山和彦、西平彰と青山純、白井良明。その後、吉田建、伊藤銀次と旧知の仲であった上原裕がエキゾティクスに加入した。

## 収録曲
1. 渚のラブレター（3分31秒）
  - 作詞：三浦徳子／作曲：沢田研二／編曲：伊藤銀次
2. バイバイジェラシー（3分35秒）
  - 作詞：三浦徳子／作曲：加瀬邦彦／編曲：伊藤銀次